# Midnight Ghost Hunt
Midnight Ghost Hunt — компьютерная игра в жанре action, разработанная студией Vaulted Sky Games и изданная Coffee Stain Publishing. В игре 4 игрока в роли искателей паранормальных явлений должны отыскать 4 игроков в роли привидений, способных вселяться в различные предметы. Игра вышла 21 марта 2024 года на платформе Windows.

## Игровой процесс
В игре представлены несколько карт, например, «завод по производству кукол» (англ. doll factory). На различных картах есть уникальные предметы для вселения игроками-призраками, так на карте «особняк» (англ. mansion) присутствуют средневековая броня и мечи.

## Разработка и выпуск
Игра была анонсирована на E3 2019.

## Восприятие
Журналист из jeuxvideo.com поставил игре 15 баллов из 20, оценивая версию из раннего доступа. Он отмечает, что если игра будет получать дальнейшие обновления, то она может стать хитом. Он также похвалил интересный геймплей.